# 시노하라 고지로
시노하라 고지로(일본어: 篠原 弘次郎, 1991년 7월 20일 ~ )는 일본의 축구 선수이다.

## 구단 경력
그는 2010년부터 2023년까지 J리그의 파지아노 오카야마, 로아소 구마모토, 아비스파 후쿠오카, 마쓰모토 야마가 FC에서 활동하였다.